# Horst Gramlich
 Horst Gramlich (* 31. März 1938 in Antonufka, Ukrainische SSR, Sowjetunion) ist ein deutscher Politiker der SPD und ehemaliger Oberbürgermeister von Potsdam.

## Leben
Horst Gramlich wuchs in Potsdam auf und machte eine Lehre als Bankkaufmann. Anschließend besuchte er eine Wirtschaftsfachschule und studierte Wirtschaftswissenschaften an der Hochschule für Ökonomie Berlin. Sein Studium beendete er mit dem Abschluss als Diplom-Finanzwirt. An derselben Hochschule wurde er im Jahr 1972 promoviert. An der Deutschen Akademie für Staats- und Rechtswissenschaften in Potsdam-Babelsberg arbeitete er als wissenschaftlicher Mitarbeiter und lehrte bereits seit 1969 als Dozent für Wirtschaftsplanung und Planerfüllung.

## Politik
Während der Wende im Herbst 1989 wurde Gramlich Mitglied der neugegründeten SDP der DDR, die sich am 13. Januar 1990 in SPD umbenannte und sich am 26. September 1990 mit der westdeutschen SPD vereinigte.
Er wurde bei den Kommunalwahlen im Mai 1990 der erste Bürgermeister nach der Wende in Potsdam. Als Oberbürgermeister stand er einer Koalition aus SPD, CDU und Teilen der Bürgerbewegung vor, die in vielen Punkten sehr verschiedene Meinungen zu den alltäglichen Sachthemen hatte. Allgemeine Themen in Potsdam und in vielen anderen Regionen der ehemaligen DDR waren die wachsende Arbeitslosigkeit, die Wohnungsnot, Investitionshemmnisse, Immobilienspekulationen und eine nicht zeitgemäß arbeitende Bürokratie. Spezielle Themen in Potsdam in dieser Zeit waren unter anderem ein von Gramlich im Jahr 1993 befürwortetes, aber umstrittenes gasbetriebenes Kraftwerk. Daneben fielen in seine Amtszeit die 1000-Jahr-Feier der Stadt und die erfolgreiche Bewerbung Potsdams zur Bundesgartenschau 2001. Zudem wurden in dieser Zeit das Stadtzentrum, zu dem u. a. auch das Holländische Viertel gehört, und Babelsberg als Sanierungsgebiete ausgewiesen.
Bei den Kommunalwahlen in Brandenburg am 5. Dezember 1993 konnte sein Herausforderer Rolf Kutzmutz von der PDS im ersten Wahlgang noch 45,3 % der Stimmen für sich verbuchen, gegenüber 29,3 % für Amtsinhaber Gramlich. Bei der Stichwahl, zwei Wochen später, drehte sich die Zustimmung dann jedoch wieder zu Gunsten Gramlichs, der dabei nun 54,7 % der Stimmen erhielt, während Kutzmutz nicht weiter zulegen konnte. In der neuen Amtszeit stützte sich der wiedergewählte Bürgermeister dann auf eine De-facto-Koalition aus SPD und PDS.
Am 23. Dezember 1997 kündigte das BürgerBündnis im Verbund mit der Kampagne gegen Wehrpflicht und Zwangsdienste, heute Die Andere, ein Abwahlbegehren gegen Horst Gramlich an. Im Februar 1998 schlossen sich die CDU, die Bündnisgrünen und andere an. Bei einem Bürgerentscheid am 17. Mai 1998 wurde er als Oberbürgermeister mit 87,5 % der Stimmen abgewählt. Ihm wurden nach Angaben der Berliner Zeitung von seinen politischen Gegnern „Entscheidungsschwäche, mangelnde Führungsqualitäten, Unfähigkeit, für die Stadt zu werben“ sowie „Bürgerferne“ und „Weltfremdheit“ vorgeworfen. Bis zu dem Bürgerentscheid stand er unter anderem wegen der ihm vorgeworfenen Überforderung im Rahmen der „Baufilz-Affäre“ von SPD-Baustadtrat Detlef Kaminski in der Kritik. Sein Stellvertreter und Finanzstadtrat Hans-Joachim Bosse übernahm übergangsweise die Amtsgeschäfte in Potsdam. Gramlichs gewählter Nachfolger wurde der damalige brandenburgische Umweltminister Matthias Platzeck.
Zu seinem 70. Geburtstag im Jahr 2008 wurde Gramlich von einer Delegation der Landeshauptstadt Potsdam mit Bürgermeister Jann Jakobs geehrt. Jakobs sagte an Gramlich gerichtet: „Politik – und das haben Sie sehr deutlich erfahren – ist nicht immer ein faires Geschäft. Sie fügt zuweilen auch Wunden zu, die lange zu spüren sind.“